# Pourtalesia thomsoni
Pourtalesia thomsoni is een zee-egel uit de familie Pourtalesiidae.
De wetenschappelijke naam van de soort werd in 1976 gepubliceerd door Alexander Mironov.